# Valançon
Claude de Rye de la Palud, Barão de Valançon (Bouligneux, Bresse, c. 1576 — Namur, 24-III-1648) foi General de Artilharia na Flandres ao serviço da Espanha.
Segundo filho de Philibert de Rye (1540-1597), Conde de Varax e de 
La Roche-St. Hippolyte, Barão de Balançon e de Romange, senhor de Vuillefans, e da sua mulher Claudine de Tournon-Roussillon, senhora de Vassoulieu. 
Servindo num regimento borgonhês sob as ordens do seu irmão mais velho Christophe, participou no cerco de Ostende (1601-1604) onde perdeu uma perna a 26 de Julho de 1601. Desde então utilizou uma prótese se madeira.
A 24 de Julho de 1602 o seu regimento foi convertido num Terço, refletindo a reorganização de acordo com o sistema espanhol. Sucedeu ao seu irmão no posto de mestre de campo do Terço tornando-se, apesar de algumas interrupções, o comandante daquela unidade durante os 23 anos seguintes.
Em 1620 ele participou na invasão do Palatinado e participou na defesa de Alzey (14-XI-1620), onde o seu Terço borgonhês conseguiu aguentar e rechaçar vários ataques franceses até à chegada de ajuda, liderada pelo Conde Hendrik van den Berg, General de cavalaria do Exército do Palatinado. Também esteve presente na Batalha de Fleurus (29.VIII 1622), no assédio a Berg-Op-Zoom e no cerco de Breda (1624-1625), cidade da qual se tornou Governador até 1631.
Nesse ano foi designado Capitão-General e Grande Mestre da Artilharia no Exército da Flandres, substituindo Hendrik van den Berg.
Em 1635 efetuou incursões no Artoys e na Picardia, usando, entre outros, soldados croatas. 
Em 1636, com 2,000 cavalos e 10,000 infantes, repeliu uma força holandesa enviada para tomar Juliers e Cleves. Também auxiliou a praça de Schenck, cercada pelos Holandeses.
Claude manteve o seu posto no exército até 1638, data em que se tornou membro do Conselho de Guerra em Bruxelas. Em 1645 foi provido no posto de Capitão-General de Namur, vivendo os seus últimos anos de vida no castelo de Namur.

Bibliografia
- "Memorial histórico español. Colección de documentos, opusgulos y antigüedades que publica la Real Academia de la Historia". Madrid: Imprenta Nacional, 1861